# Книга Царей
Книга Царей (ивр. סֵפֶר מְלָכִים‎, Сефе́р млахи́м), две книги (I Цари,מְלָכִים א׳ и II Цари, מְלָכִים ב׳) канонической еврейской Библии, завершающие цикл ранних пророков. 
Ей соответствуют Третья и Четвёртая книга Царств в Септуагинте и следующем ей православном каноне, а также в Вульгате и Пешитте.
Книга Царей — это историческое повествование, которое охватывает период приблизительно в 400 лет (960—561 гг. до н. э.).

## Состав
Деление текста книги Царей на две примерно равные части не связано с их содержанием и, по всей вероятности, было обусловлено техническими причинами. Так, рассказ о правлении царя Иудеи, Охозии (Ахазия), начинается в Первой книге Царей (3Цар. 22:51—53), а продолжается во Второй (4Цар. 1). 
Деление на две книги в еврейских средневековых рукописях встречается лишь изредка. Разграничение между книгой Царей и книгами Самуила также является, в значительной мере, случайным. 
Начальные главы Первой книги Царей представляют собой эпилог борьбы за престолонаследие, история которой излагается во Второй книге Самуила (2Цар. 9:1).
| Православие  | Иудаизм, западная христианская традиция | Православие            |
| ------------ | --------------------------------------- | ---------------------- |
| Книги Царств | Книга Самуила                           | Первая книга Царств    |
| Книги Царств | Книга Самуила                           | Вторая книга Царств    |
| Книги Царств | Книга Царей                             | Третья книга Царств    |
| Книги Царств | Книга Царей                             | Четвертая книга Царств |